# Mebeweryna

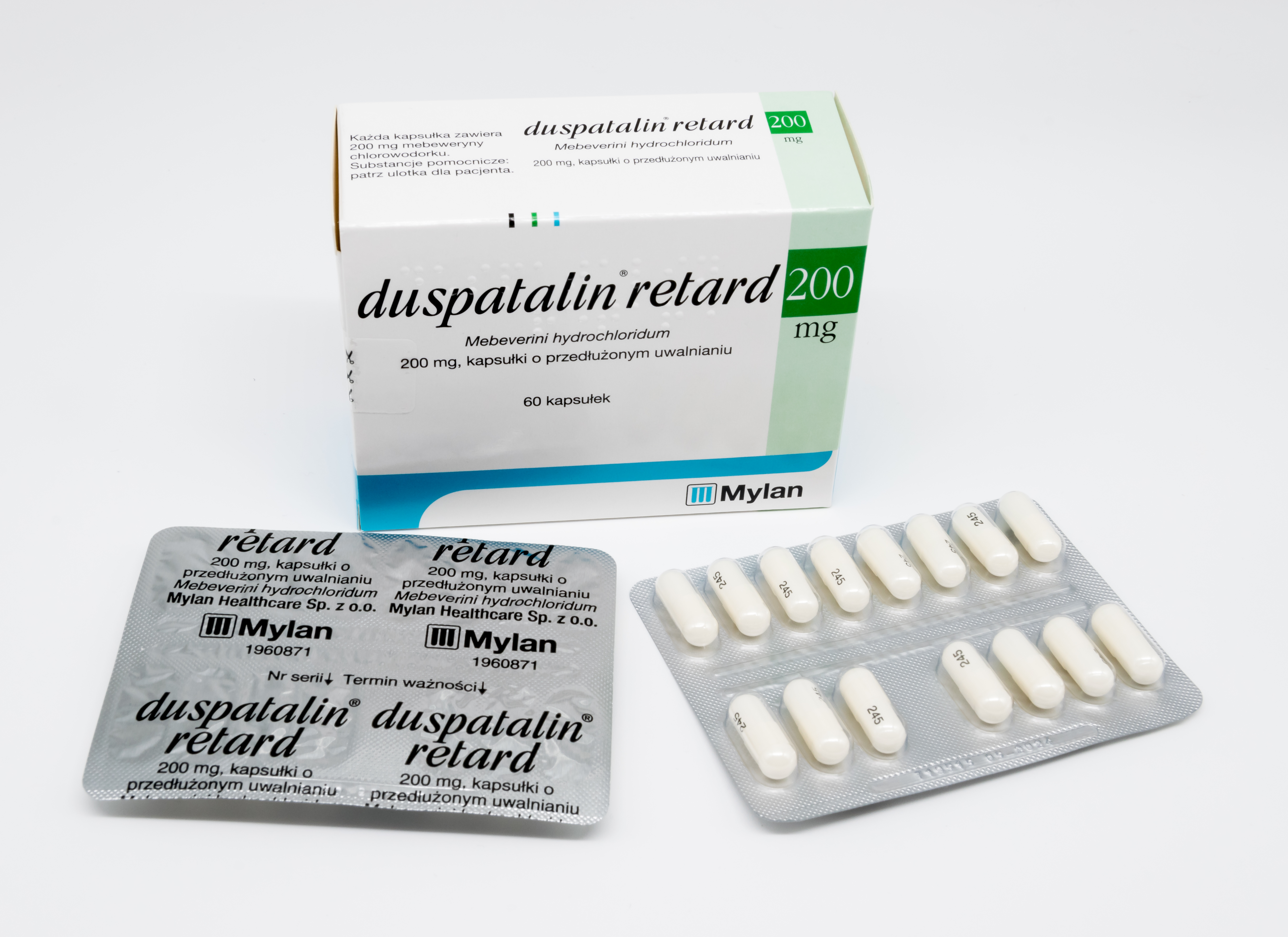
Lek z mebeweryną

Mebeweryna (łac. mebeverinum) – spazmolityk muskulotropowy, który działa bezpośrednio rozkurczowo na mięśnie gładkie przewodu pokarmowego bez zaburzania prawidłowej motoryki jelit. Po raz pierwszy została zarejestrowana w roku 1965.

## Wskazania
Objawowe leczenie bólów brzucha wywołanych kurczem mięśni gładkich jelit oraz zaburzeń czynnościowych jelit w przebiegu zespołu jelita drażliwego.

## Przeciwwskazania
Nadwrażliwość na mebewerynę.

## Dawkowanie
Dorośli i dzieci po 10. roku życia: 135 mg 3 razy na dobę lub 200 mg 2 razy na dobę.

## Skutki uboczne
Bardzo rzadko mogą wystąpić reakcje nadwrażliwości, w szczególności pokrzywka, obrzęk naczynioworuchowy, obrzęk twarzy i wysypka. Powoduje fałszywie pozytywne wyniki testów na obecność amfetaminy w moczu i krwi.

## Preparaty handlowe
W Polsce dostępne są następujące preparaty zawierające mebewerynę:
- Auroverin MR,
- Duspatalin,
- Duspatalin retard,
- Duspatalin gastro,
- Mebelin.